# Wawrzeńczyce (Basse-Silésie)
Pour les articles homonymes, voir Wawrzeńczyce.
Wawrzeńczyce est une localité polonaise de la gmina de Mietków, située dans le powiat de Wrocław en voïvodie de Basse-Silésie.

## Histoire
De 1742 à 1945, Lorzendorf fait partie de l'arrondissement de Breslau dans le district de Breslau au sein de la province de Silésie.